# Zederhaus
Zederhaus é um município da Áustria, situado no distrito de Tamsweg, no estado de Salzburgo. Tem 130,53 km² de área e sua população em 2019 foi estimada em 1.187 habitantes.